# 渡辺佑太朗
渡辺 佑太朗（わたなべ ゆうたろう、1994年3月14日 - ）は、日本の俳優。新潟県長岡市出身。ソニー・ミュージックアーティスツ所属。身長は173cm。趣味は映画鑑賞、特技は野球（小中高の9年間。ポジションはピッチャーでサウスポーだった。）。

## 略歴
2013年、ソニー・ミュージックアーティスツ初のボーイズオーディション「ダンリョク」でファイナリストに選ばれ、芸能界入り。
翌年、映画「5つ数えれば君の夢」で映画デビュー、テレビドラマ「アゲイン!!」でドラマデビュー＆初レギュラー出演を経験し、2015年、「となりの関くん」で初主演を果たす。

## 人物
- 「プリン」、「チーズ」が大好物[2]。
- 自身の性格を「人見知り」と語っている[3]。
- 「4つ下の弟」がいる[4]。

## 出演

### 映画
- 5つ数えれば君の夢（2014年） - 高木 役
- 1/11 じゅういちぶんのいち（2014年） - 英二 役
- 好きっていいなよ。（2014年） - 大和の友人 役
- リトル・フォレスト 冬/春編（2015年） - アルバイトB 役（冬編のみ）
- 忘れないと誓ったぼくがいた（2015年） -  須藤ケンイチ 役
- 飛べないコトリとメリーゴーランド（2015年）- 比嘉のぼる 役
- 101回目のベッド・イン（2016年）
- 人狼ゲーム プリズン・ブレイク（2016年）- 相馬葵 役
- 青空エール（2016年）- 瀬名俊行 役
- 野球部員、演劇の舞台に立つ!（2018年）- 主演・望月潤  役[5]
- いつも月夜に米の飯（2018年）-  瑛一 役
- 青のハスより（2018年）-三浦 役
- カツベン!（2019年）
- カイジ ファイナルゲーム（2020年）-  今野肇 役
- シライサン（2020年）-  鈴木和人 役
- チェリまほ THE MOVIE～30歳まで童貞だと魔法使いになれるらしい～（2022年）- 安達清の弟 役
- うかうかと終焉（2023年） - 美濃部軍平 役[6]

### テレビドラマ
- アゲイン!!（2014年、TBS） -  大隈達彦(チャンクマ) 役
- となりの関くんとるみちゃんの事情（2015年、MBS） - 主演・関俊成 役[7]
- MARS〜ただ、君を愛してる〜（2016年、日本テレビ） - 倉沢尚也 役
- AKBラブナイト 恋工場＃39 恋愛禁止（2016年、テレビ朝日） - 沢木 役
- 稲垣家の喪主（2017年、WOWOW プライム）- 清水勇気 役
- 立花登青春手控え2（2017年、NHK BSプレミアム） - 久坂道乃丞 役
- マチ工場の女（2017年、NHK総合）- 川口大樹 役
- 立花登青春手控え3（2018年、NHK BSプレミアム） - 久坂道乃丞 役
- 初めて恋をした日に読む話 第7話（2019年2月26日、TBS） -  島崎旬 役
- びしょ濡れ探偵 水野羽衣 第11話（2019年9月12日、テレビ東京） - 遠藤 役
- 立花登青春手控えスペシャル（2020年1月3日、NHK BSプレミアム）- 久坂道乃丞 役
- スイーツ食って何が悪い!（2020年1月14日、TOKYO MX）- 佐々木 役
- 女子グルメバーガー部 第1話（2020年7月11日、テレビ東京）- No.18店員 役
- アオイウソ〜告白の放課後〜（2021年1月5日 - 3月30日、TOKYO MX） - 田中翔 役
- イチケイのカラス 第8話（2021年5月24日、フジテレビ）- 前橋幸則 役[8]
- 劇的に沈黙（2021年7月6日 - 9月28日、TOKYO MX1） - 鈴木幸平 役[9]
- ゴシップ#彼女が知りたい本当の○○ 第9話（2022年3月3日、フジテレビ）- 草川敦 役
- 推しが上司になりまして（2023年10月5日 - 12月21日、テレビ東京） - 中村和馬 役[10]
- イップス 第3話（2024年4月26日、フジテレビ） - 村井浩平 役[11]

### ウェブドラマ
- やれたかも委員会（2018年2月17日、AbemaTV） - 大沢拓海 役[12]
- VerifieR-立証者-（2019年8月23日、Rakuten TV） - 土橋千秋 役
- 僕だけが17歳の世界で（2020年2月20日 - 4月2日、AbemaTV） -  吉村亮平 役
- 今際の国のアリス（2020年12月10日配信開始、Netflix） - タッタ 役[13]
  - 今際の国のアリス シーズン2（2022年12月 - 、Netflix）[14]

### ラジオドラマ
- 青春アドベンチャー「青春離婚」（2017年、NHK FM）- 佐古野灯馬 役
- 青春ラジオ小説 オートリバース（2020年12月、民放ラジオ99局・radiko） - 三谷 役

### 舞台
- 劇団ハーベスト「MIRACLE8」（2015年）
- 劇団番町ボーイズ☆「空空漠漠明明白白」（2016年）

### ミュージックビデオ
- NICO Touches the Walls「天地ガエシ」（2014年）
- Goose house「オトノナルホウヘ→」（2014年）
- ヒトリエ「青」（2019年）

### CM
- ポケモンカードゲームXY「エメラルドブレイク」
  - 「拡張パック」篇、「ヤバイ！」篇、「ベンチ8枚！？」篇、「キタ！」篇
- AQUOS ZETA SH-01H 「超キモチいい」を起動する篇

### イベント
- 「飛べないコトリとメリーゴーランド」DVD発売記念リリースイベント&特典会（2016年11月4日、タワーレコード渋谷店）